# Islote González
Islote González is een eiland gelegen in de Grote Oceaan, het maakt deel uit van de Desventuradaseilanden die tot Chili behoren. Het eiland behoort administratief tot de gemeente Valparaíso.

## Geografie
Islote González is een klein eiland en ligt ongeveer 850 kilometer uit de kust van Chili ten westen van de havenstad Huasco en ongeveer 780 kilometer ten noorden van de Juan Fernández-archipel.
Het eiland is van vulkanische oorsprong en heeft een oppervlakte van ongeveer 0,25 km² met een lengte van ongeveer 800 meter en een breedte van ongeveer 400 meter. De kust heeft steile kliffen en Islote González ligt slechts ongeveer 450 meter ten zuiden van het hoofdeiland San Félix. Tussen de eilanden loopt een onderwaterrif.
Het hoogste punt bevindt zich in het zuidelijke deel van het eiland, ongeveer 173 meter boven zeeniveau.

## Geschiedenis
De Desventuradaeilanden zijn waarschijnlijk altijd onbewoond geweest en werden op 8 november 1574 ontdekt door de Spaanse zeevaarder Juan Fernández.
Mogelijk werd het gebied echter al in 1521 ontdekt door de Portugees Ferdinand Magellaan.
De eilanden liggen in de neotropische regio en zijn nu een natuurreservaat "Parque Nacional Archipiélago des Islas Desventurados".

## Flora en fauna
Het eiland heeft geen zoet water, maar is een belangrijk leefgebied voor zeevogels en de zee is rijk aan vis.
Het eiland ligt in de mariene ecoregio Juan Fernández en Desventuradas.